# Ulrich Schenk (Konstrukteur)
Ulrich Schenk (* 29. Januar 1786 in Schwimmbach, heimatberechtigt in Signau; † 1845) war ein Schweizer Konstrukteur, Unternehmer und Erfinder.

## Leben und Werk
Ulrich Schenk war der Sohn des Kleinbauern und Webers Ulrich Schenk. Er heiratete Anna, die Tochter des Jakob Schmalz. Sein Neffe Carl Schenk, amtierte sechsmal als Bundespräsident.
Schenk absolvierte seine Lehr- und Gesellenjahre in den Werkstätten seines älteren Bruders Christian in Bern. Eine Ausbildung zum Bau von Theodoliten erhielt er bei Georg von Reichenbach in München, der zu den Begründern der optischen Industrie gehörte. Mit Unterstützung der bernischen Regierung und des Politikers Samuel Friedrich Lüthardt gründeten die Schenks 1812 eine feinmechanische Werkstätte. Ulrich Schenk produzierte dort Maschinenteile, Barometer, Messtische und Theodolite für die Landesvermessung. Die Entwicklung erfolgte in Zusammenarbeit mit Instituten der Berner Akademie. Ulrich Schenk wurde «Physikus» genannt, Christian «Mechanikus».
Nach einem Patentstreit mit seinem Bruder schied Ulrich Schenk 1817 aus den Unternehmen aus und konstruierte Feuerspritzen. Ihr Prinzip basierte auf einer von ihm erfundenen Saugtechnik. «Ungenügendes Management» hatte 1836 den Konkurs der Worblaufener Firma zur Folge. Nach der Rettung konnten er und die folgenden Generationen das Unternehmen bis zum Verkauf im Juli 1957 weiterführen. Nach eigener Angabe war die Firma «ältestes Etablissement der Schweiz für den Bau von Handdruckspritzen». Im 20. Jahrhundert erfolgte die Umstellung auf Motorspritzen und der Bau von Feuerwehrfahrzeugen auf den Fahrgestellen bekannter Hersteller. Geführt wurde die Firma von Ferdinand Ulrich (1813–1884), Ferdinand Karl Niklaus (1852–1944) sowie den Brüdern Ferdinand Hermann (1893–1969) und Paul Ferdinand Schenk (1894–1963). Letzterer gründete zudem 1938 die Paul Schenk AG zur Herstellung von Luftbefeuchtungsanlagen. Sie wurde 1979 verkauft und besteht weiterhin mit Sitz in Ennetbürgen.

## Belege
1. 1 2 3  Peter Müller-Grieshaber: Ulrich Schenk. In: Historisches Lexikon der Schweiz.  12. Juli 2011.
2. ↑  Franziska Metzger: Schenk, Carl. In: Neue Deutsche Biographie (NDB). Band 22, Duncker & Humblot, Berlin 2005, ISBN 3-428-11203-2, S. 672 f. (Digitalisat). (abgerufen am 5. Mai 2022)
3. ↑  Christoph Zürcher: Christian Schenk. In: Historisches Lexikon der Schweiz.  15. April 2019.
4. 1 2  Peter Müller-Grieshaber: Schenk (BE). In: Historisches Lexikon der Schweiz.  11. Oktober 2010.
5. ↑  Motorspritzenkatalog, Gebr. Schenk Worblaufen. (abgerufen am 12. März 2023)
6. ↑  Unser Unternehmen Paul Schenk AG. (abgerufen am 12. März 2023)

| Personendaten    | Personendaten                                    |
| ---------------- | ------------------------------------------------ |
| NAME             | Schenk, Ulrich                                   |
| ALTERNATIVNAMEN  | Schenk, Physikus                                 |
| KURZBESCHREIBUNG | Schweizer Konstrukteur, Unternehmer und Erfinder |
| GEBURTSDATUM     | 29. Januar 1786                                  |
| GEBURTSORT       | Schwimmbach, Schweiz                             |
| STERBEDATUM      | 1845                                             |